# Place Saint-Sulpice
La place Saint-Sulpice est une place du 6e arrondissement de Paris.

## Situation et accès
La place Saint-Sulpice est située dans le centre du 6e arrondissement de Paris.
La place est de forme grossièrement rectangulaire, de 105 m de long sur 80 m de large et occupée en son centre par la fontaine Saint-Sulpice. Elle est bordée à l'est par l'église Saint-Sulpice et à l'ouest par la rue Bonaparte, qui se poursuit au nord et au sud. La rue du Vieux-Colombier y débouche au coin nord-ouest, les rues des Canettes et Saint-Sulpice au coin nord-est, et les rues Henry-de-Jouvenel et Palatine au coin sud-est.
La place est essentiellement piétonne, excepté sur ses pourtours.
Le quartier est desservi par la ligne 4 à la station Saint-Sulpice et par la ligne 10 à la station Mabillon.
Tous les ans depuis la fin des années 2000 se tient sur la place Saint-Sulpice une foire de plusieurs semaines aux mois de mai et juin. Se succèdent alors une série d'événements culturels et commerciaux (salon de la poésie, de la bibliophilie, de l'estampe, de la photographie, jeux mathématiques, antiquaires notamment).

## Origine du nom
Cette place est à côté de l'église Saint-Sulpice, dont elle tire son nom.

## Historique
Lors de la construction de la façade actuelle de l'église Saint-Sulpice au XVIIIe siècle, l'architecte Giovanni Niccolo Servandoni prévoit la création d'une place monumentale en demi-cercle, de 120 m de large sur 208 m de long. Ce projet n'est pas réalisé mais un espace prolongeant le parvis est débuté en 1757. En 1767, un emprunt est souscrit par la ville après autorisation du roi pour entreprendre les expropriations et les travaux d'aménagement.
Au XIXe siècle, plusieurs plans sont proposés pour achever la place. Un plan adopté par le ministre de l'Intérieur le 26 thermidor An VIII (14 août 1800), confirmé par un arrêté des consuls du 16 vendémiaire an IX (8 octobre 1800) prévoit une place semi-circulaire qui doit être réalisé dans un délai de six ans. Un arrêté du 25 juin 1806 annule ce plan et prévoit cette fois une place rectangulaire dont le plan est approuvé par le ministre de l'Intérieur le 19 octobre 1806.
Un nouveau plan, prévoyant une place rectangulaire aux dimensions plus importantes, est adopté le 19 juillet 1808. Une décision ministérielle du 20 décembre 1810 prévoit que la place Saint-Sulpice soit portée jusqu'à la rue du Pot-de-Fer (actuelle rue Bonaparte). Un décret du 24 février 1811 ordonne l'achèvement de cette place dans le courant de la même année. Les dispositions arrêtées en 1810 ont été confirmées par une décision ministérielle du 9 mai 1812.
La place est en partie aménagée à l'emplacement de l'ancien séminaire Saint-Sulpice, construit au XVIIe siècle et démoli en 1808.
En 1838, la place est nivelée et plantée d'arbres. 
De 1843 à 1848, la fontaine Saint-Sulpice est érigée au centre de la place par l'architecte Louis Visconti.
De 1922 à 1933, chaque année au mois de mai, se déroule sur la place une reconstitution de l’antique foire Saint-Germain, dont la première édition eut lieu en 1176 et qui se tenait, de 1176 à 1811, à l’emplacement de l’actuel marché Saint-Germain. Une petite ville moyenâgeuse de carton-pâte est édifiée autour de la fontaine avec ses marchands en costume Louis XIII, ses bateleurs, ses ménétriers, « de la verve, de la fantaisie, du rire ». La dernière édition a lieu en 1933, la place étant alors transformée en square.

## Bâtiments remarquables et lieux de mémoire
- Église Saint-Sulpice  Classé MH (1915).
- Fontaine Saint-Sulpice, érigée en 1847 par l'architecte Louis Visconti  Inscrit MH (1926).
- Mairie du 6e arrondissement, située de l'autre côté de la place par rapport à l'église, au 78, rue Bonaparte.
- Le journaliste et homme de lettres Amédée Fraigneau y est mort en 1905[7].
- No 6 : maison de Servandoni, bâtiment  Inscrit MH (1959). Le couturier Karl Lagerfeld y fut locataire d'un appartement de 390 m2 avec sa mère, puis avec le dandy Jacques de Bascher[8], jusqu'en 1983. Le couturier Paco Rabanne y demeura dans un appartement sous les combles[9].
- No 8 : Café de la Mairie ; l'écrivain Georges Perec s'y installa en octobre 1974, trois jours durant, pour écrire Tentative d'épuisement d'un lieu parisien. Des trois établissements fréquentés par l’écrivain, il est le seul qui demeure[10]. En 1990, le café servit de décor au film La Discrète, réalisé par Christian Vincent[11].
- No 9 : ancien séminaire Saint-Sulpice, annexe du ministère des Finances construite dans les années 1820 par Étienne-Hippolyte Godde  Inscrit MH (1959).
- No 10 : à cette adresse vécut le graveur Achille Désiré Lefèvre (1798-1864).

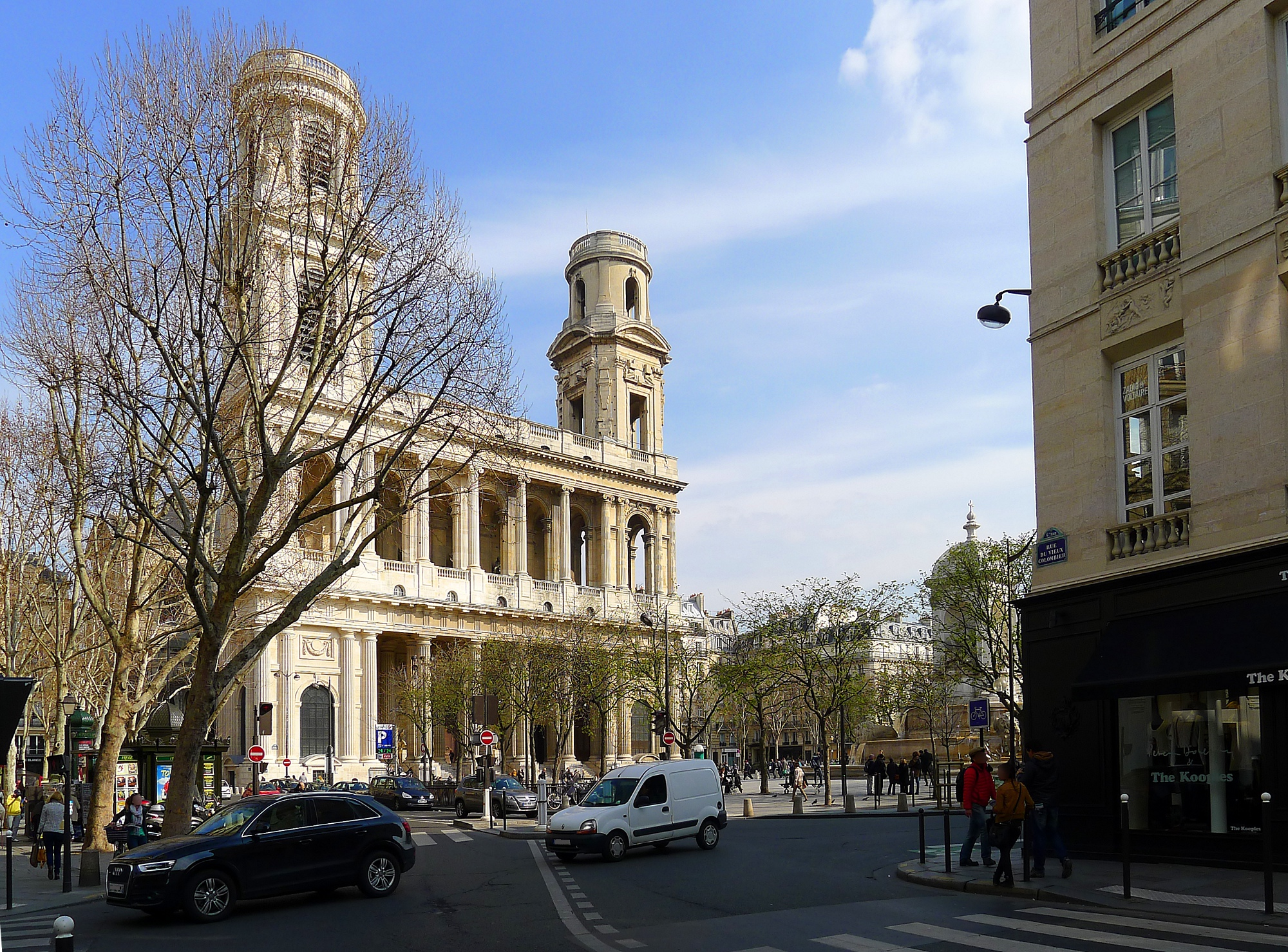
Église Saint-Sulpice vue depuis la rue du Vieux-Colombier
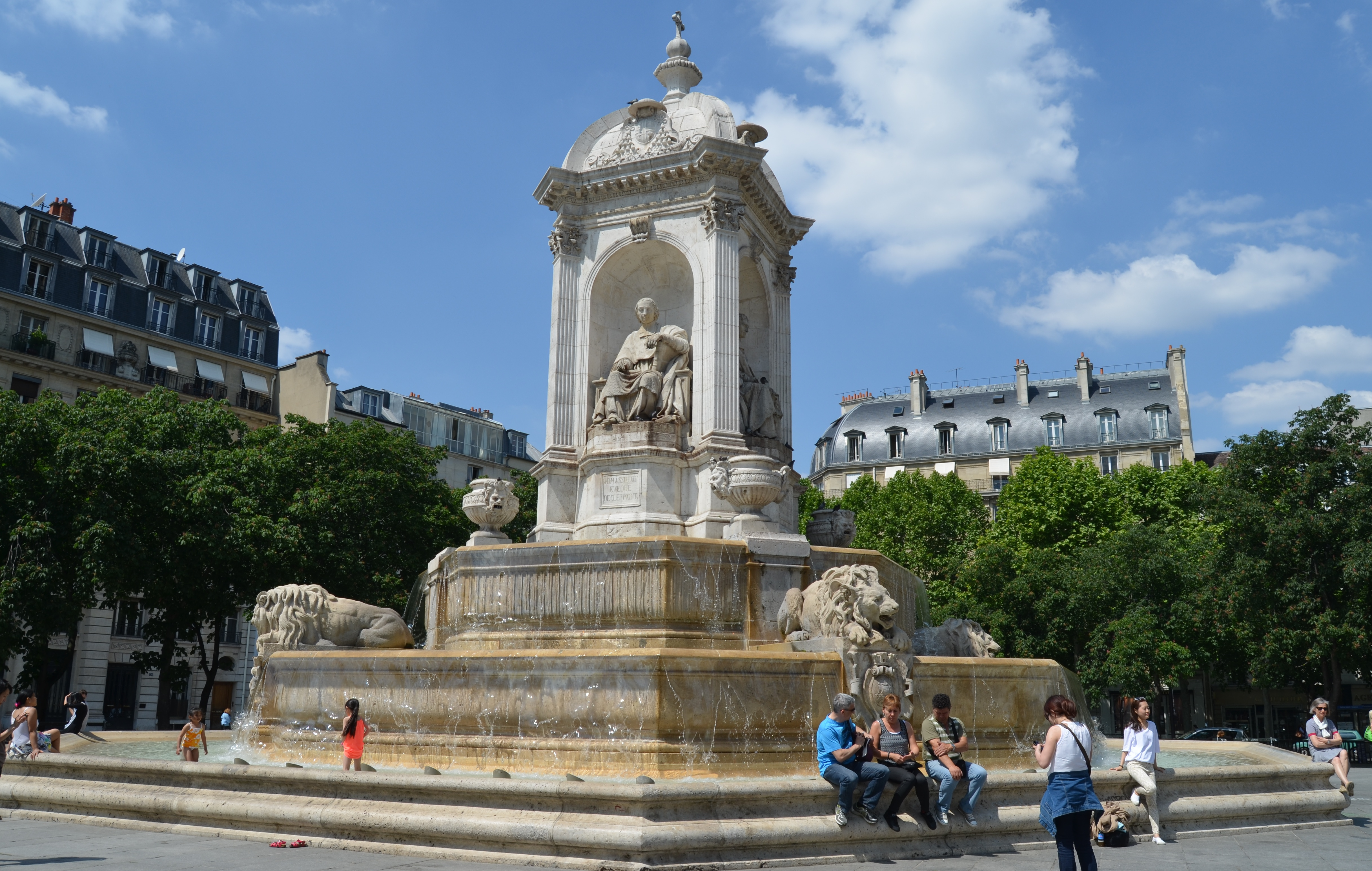
Fontaine Saint-Sulpice.
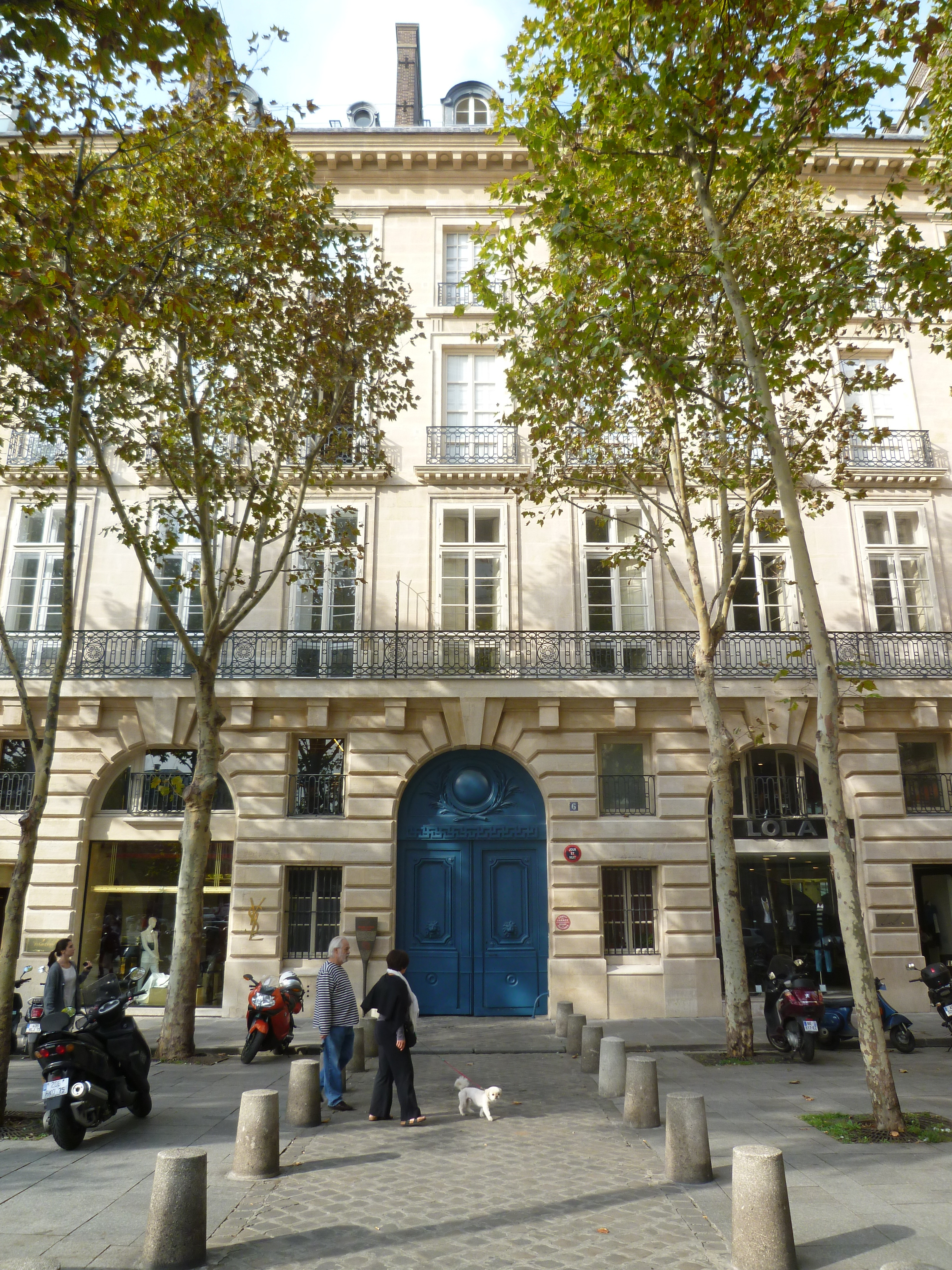
Maison de Servandoni au no 6.
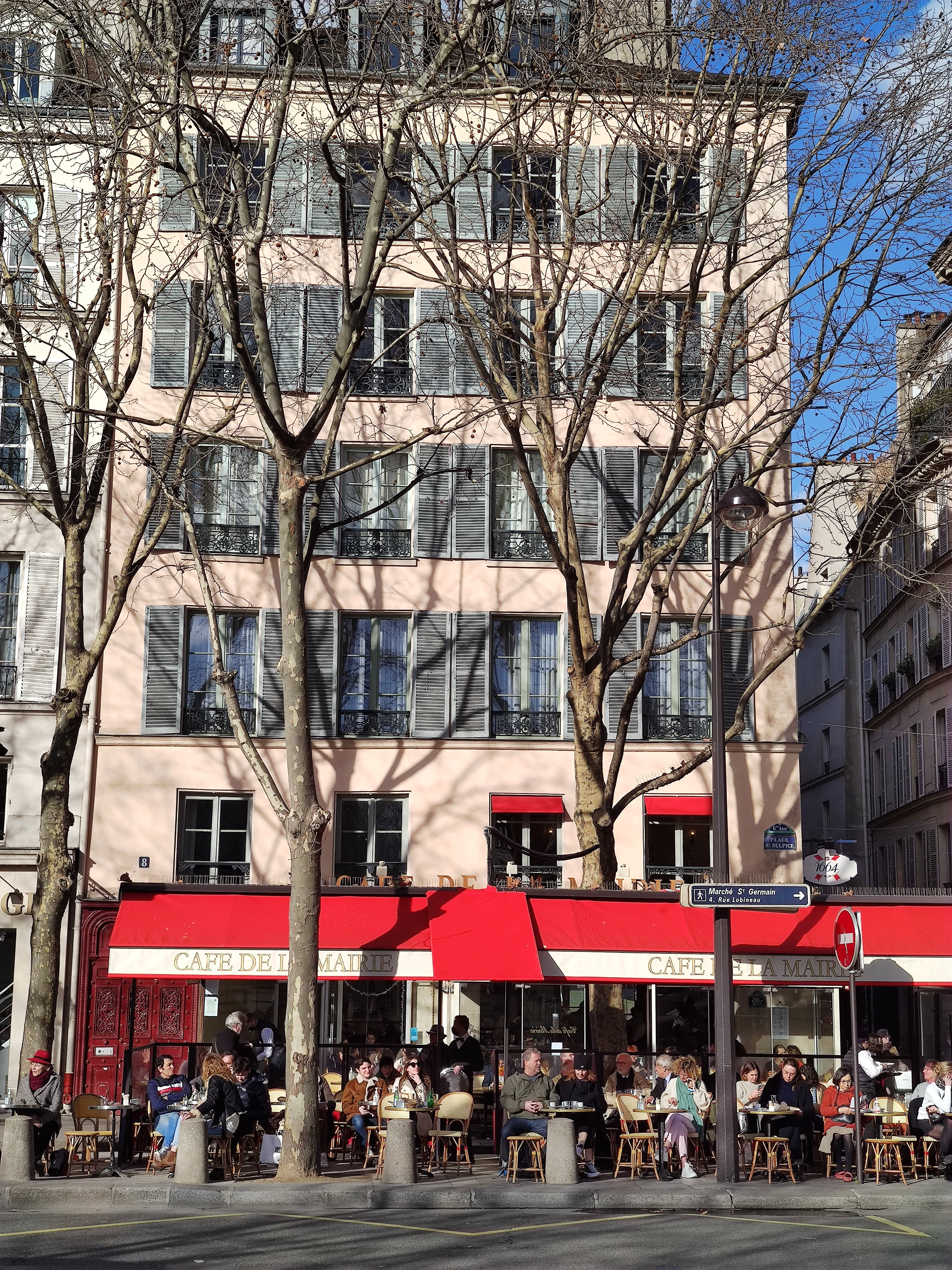
Café de la Mairie au no 8.
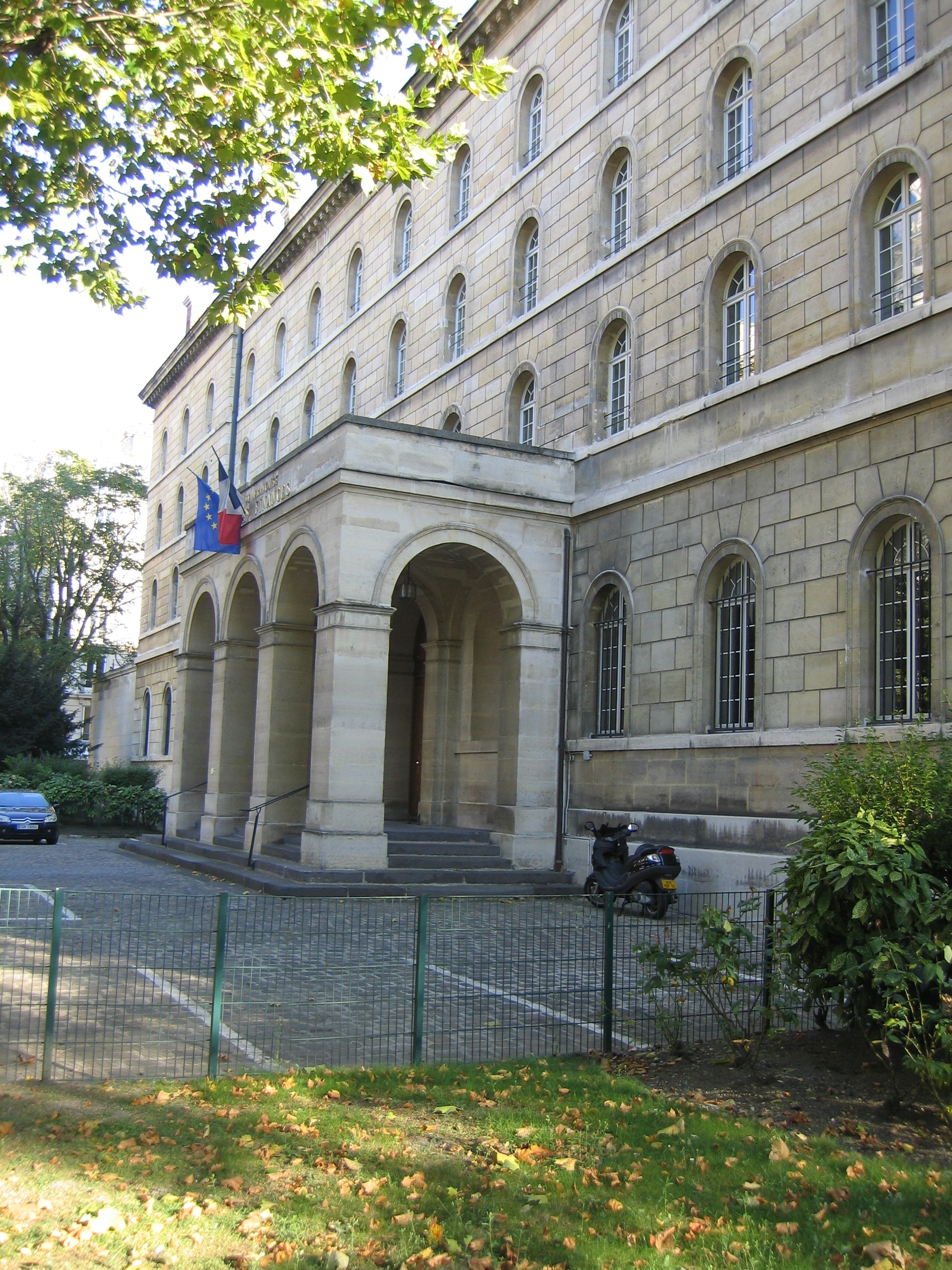
Ancien séminaire Saint-Sulpice au no 9.

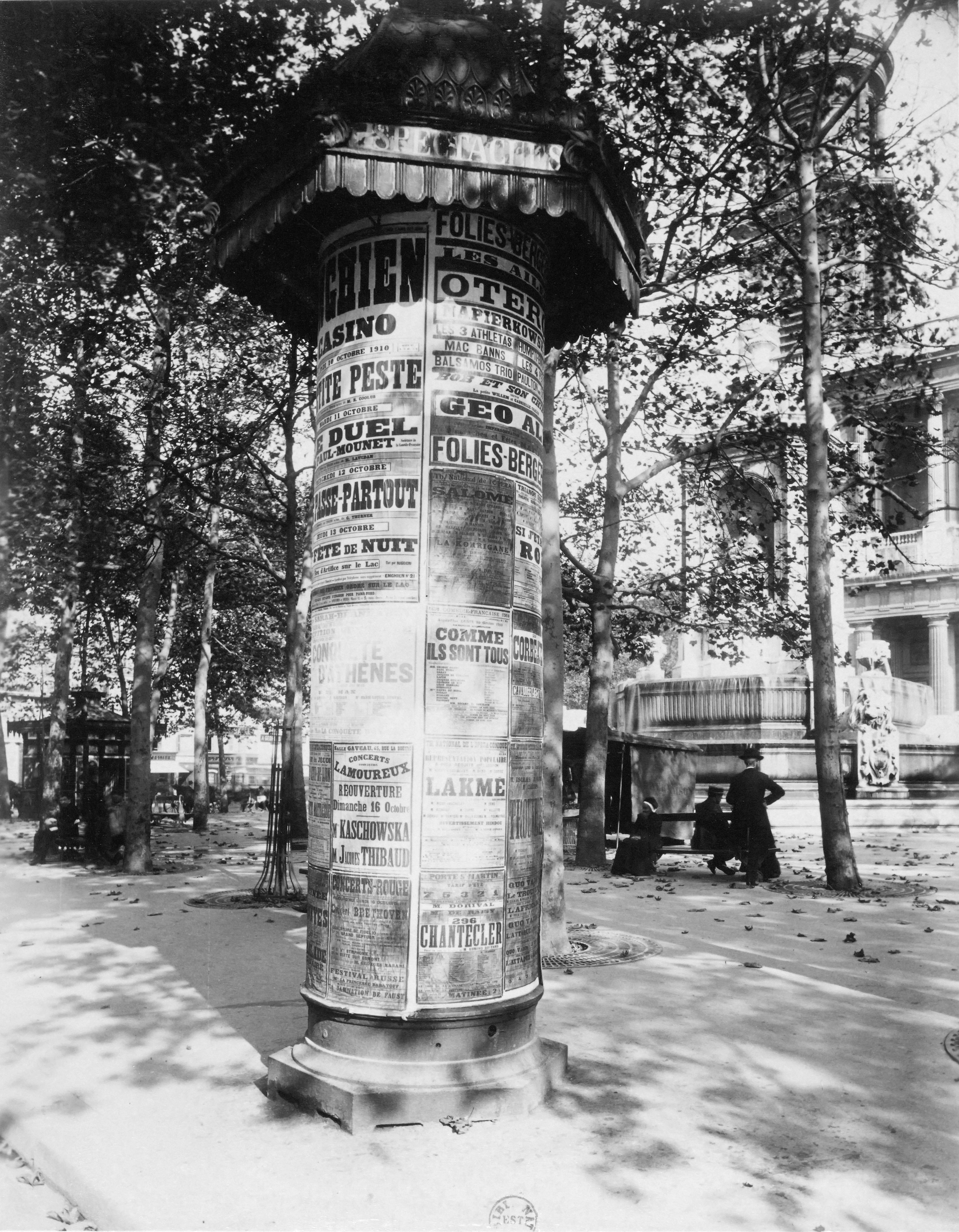
Colonne Morris.
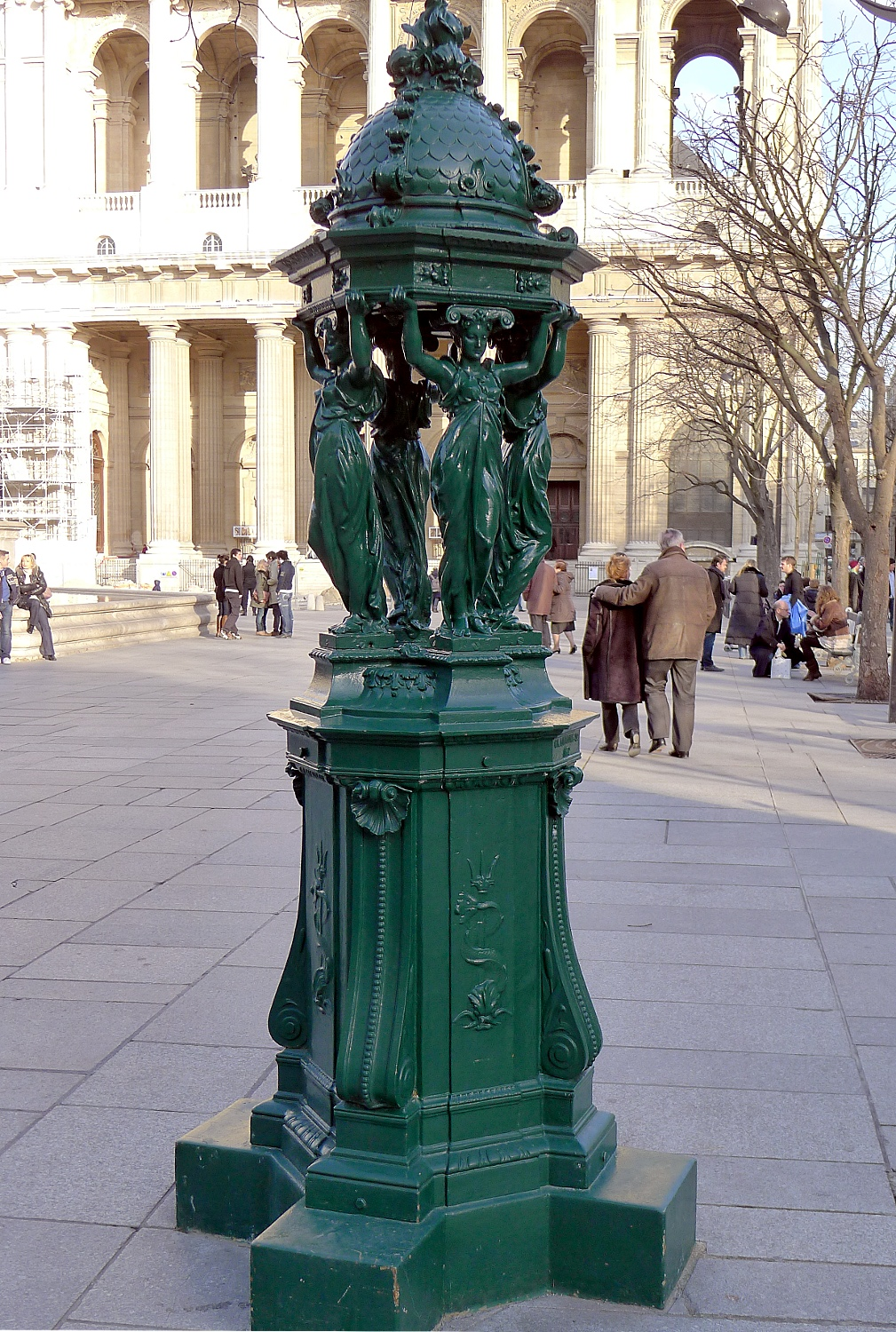
Fontaine Wallace.
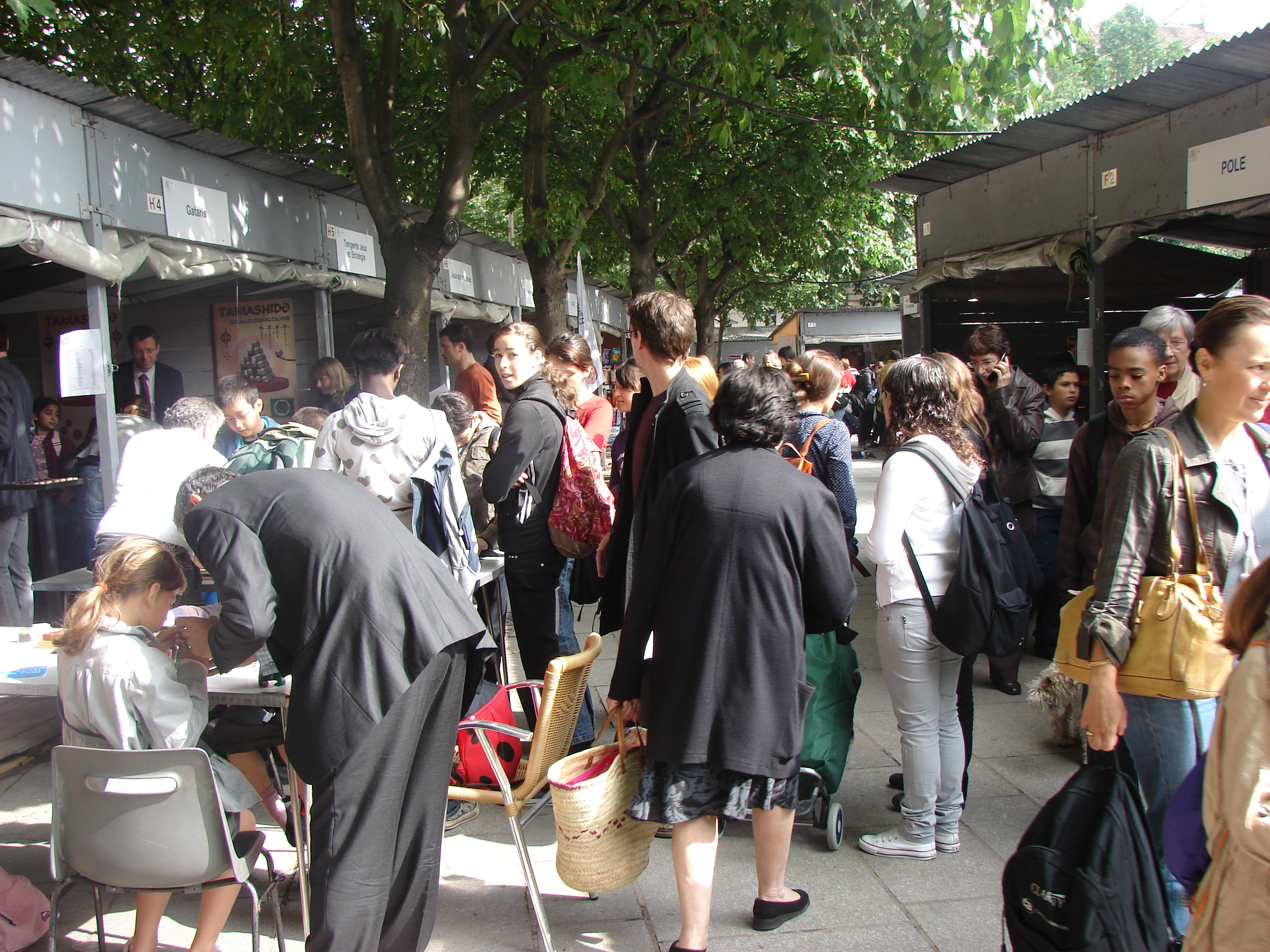
Salon en plein air.

## La place dans les arts
Georges Perec a ainsi décrit la place en introduction de Tentative d'épuisement d'un lieu parisien en 1974 :

« Il y a beaucoup de choses place Saint-Sulpice, par exemple : une mairie, un hôtel des finances, un commissariat de police, trois cafés dont un fait tabac, un cinéma, une église à laquelle ont travaillé Le Vau, Gittard, Oppenord, Servandoni et Chalgrin et qui est dédiée à un aumônier de Clotaire II qui fut évêque de Bourges de 624 à 644 et que l'on fête le 17 janvier, un éditeur, une entreprise de pompes funèbres, une agence de voyages, un arrêt d'autobus, un tailleur, un hôtel, une fontaine que décorent les statues des quatre grands orateurs chrétiens (Bossuet, Fénelon, Fléchier et Massillon), un kiosque à journaux, un marchand d'objets de piété, un parking, un institut de beauté, et bien d'autres choses encore. »

Une scène du film Paris nous appartient (sorti en 1961) de Jacques Rivette est tournée sur la place Saint-Sulpice.